# 胡宏伟
胡宏伟（1953年1月—），男，辽宁沈阳人，中华人民共和国词作家，中国音乐家协会理事，中国音乐文学学会副会长，第十二届全国政协委员。代表作有《长江之歌》、《中国共产主义青年团团歌》、《向着太阳走》、《当祖国召唤的时候》等。